# Archytas flavifacies
Archytas flavifacies är en tvåvingeart som först beskrevs av Macquart 1851.  Archytas flavifacies ingår i släktet Archytas och familjen parasitflugor. Inga underarter finns listade i Catalogue of Life.